# Fuckparade

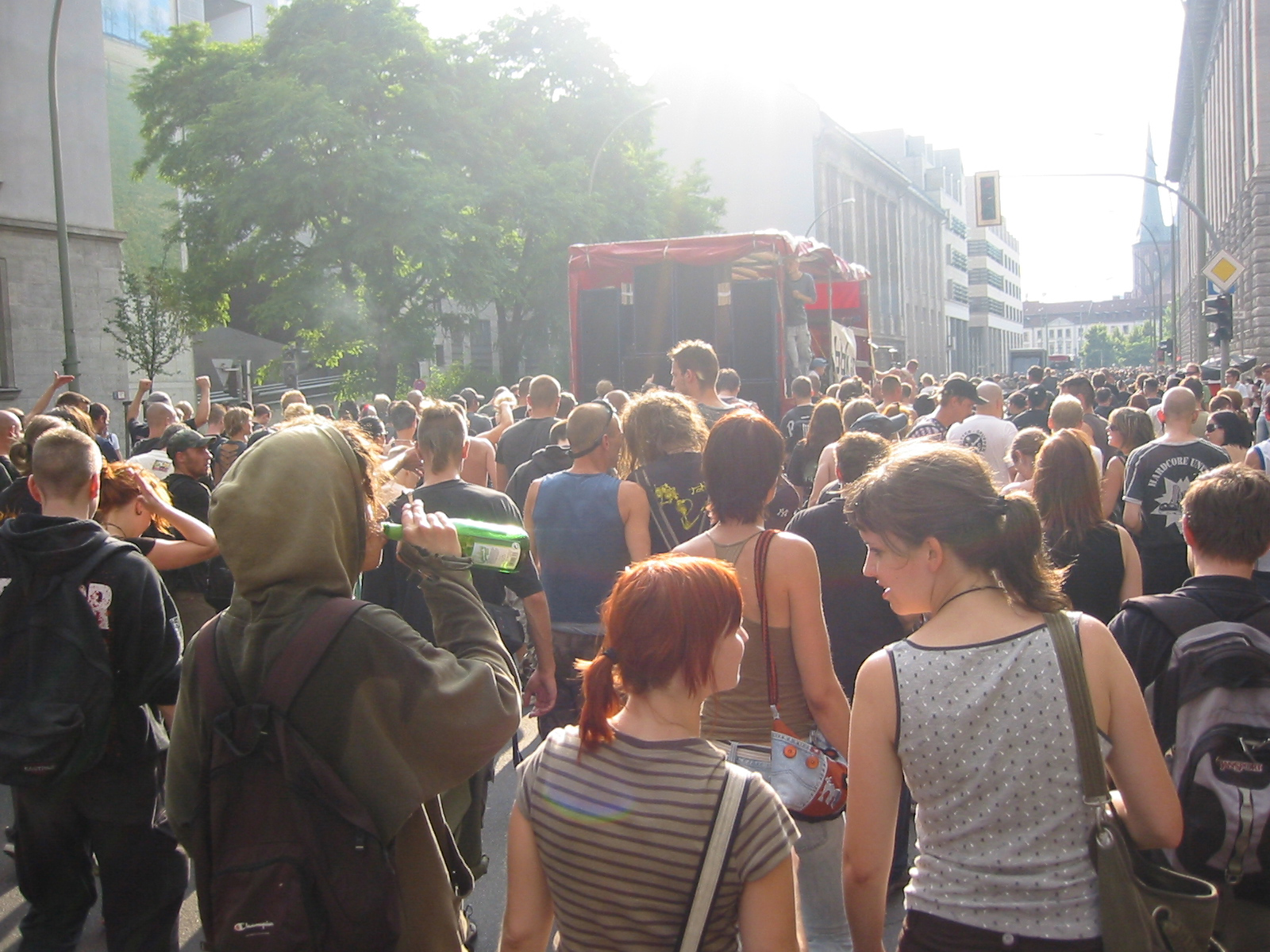
Fuckparade 2006

Die Fuckparade (Kurzform: FuPa) ist eine seit 1997 jährlich stattfindende Technoparade und Demonstration in Berlin, die ursprünglich als Gegenbewegung zur Loveparade entstand.
Hauptgründe waren laut Veranstalter die Verdrängung nicht erwünschter Technostile (Hardcore Techno, Gabber) und die Kommerzialisierung der Loveparade (hohe Teilnahmegebühren für Wagen, szenefremdes Sponsoring, keine politischen Aussagen trotz Demonstrationsstatus). Daneben wurde die Schließung des Techno-Clubs Bunker in der Albrechtstraße in Berlin-Mitte sowie der damit zusammenhängende „Ausverkauf“ des Scheunenviertels thematisiert.
Die Fuckparade versteht sich als eine zeitgemäße Form einer Demonstration. Die Organisatoren sehen die Musik als politisches Ausdrucksmittel der DJs, MCs und Live-Acts sowie als elementaren Bestandteil der Demonstration. 2001 erließ die Versammlungsbehörde Berlin das „Radioverbot“. Im Mai 2007 entschied das Bundesverwaltungsgericht, dass die Fuckparade eine Veranstaltung nach dem Versammlungsgesetz (Demonstration) ist.

## Namensgebung der Fuckparade
Der Name „Fuckparade“ ist die abgeleitete Kurzform von „Fuck the Loveparade“. Die Fuckparade hieß ursprünglich Hateparade ('hate' ist der Gegenbegriff zu 'love'). Einige Medien interpretierten sie als „Parade des Hasses“ (z. B. Focus und Spiegel TV). 1997 riefen Punks zu „Chaostagen in Berlin“ auf und verwendeten ebenfalls den Begriff Hateparade; auch dies war ein Grund, die Parade 1998 umzubenennen.

## Politische Ziele der Veranstalter
Demonstrationsgründe der Veranstalter sind die zunehmende Kommerzialisierung von Kultur und öffentlichem Raum sowie der Missbrauch des Versammlungsrechts durch rein kommerzielle Veranstaltungen, insbesondere durch die Loveparade. Gefordert wird die Berücksichtigung von subkulturellen Minderheiten bei Stadtentwicklung und Kulturpolitik. Seit 2001 wird zudem für eine freie Wahl der Demonstrationsmittel demonstriert. Der Sprecher der Fuckparade Martin Kliehm sagte 2001: „Anders als bei Love Parade stehen bei der Fuckparade seit 1997 Inhalte aus dem politischen Party-Umfeld im Vordergrund: Das Eintreten für eine gesunde Subkultur und lebenswerte Innenstädte, gegen die Zerstörung des Öffentlichen Raums und gegen Stadtplanung nur für finanzstarke Zielgruppen.“ Außerdem beziehen die Veranstalter gegen Rechtsextremismus Position.

## Geschichte

### 1995 bis 2000
DJ Cut-X (Gabba Nation) gab am 8. Juli 1995, auf einer am Loveparade-Wochenende 1995 im Bunker („hardest club on earth“) stattfindenden Party, seinem Tape-Mitschnitt aus dem Gabba-Floor den Namen „Hateparade-Mixx“.
Am 14. Dezember sollte die vorerst letzte Party im seit Mitte 1996 behördlich versiegelten Bunker stattfinden. Neben anderen sollten dort auch der Frankfurter Martin Kliehm (DJ Trauma XP) und das Berliner DJ-Team Gabba Nation auflegen. Die Polizei räumte den Club kurz nach 23 Uhr. Auf der Straße versammelten sich spontan etwa 400 Party-Besucher und tanzten zum Gabba-Sound aus Lautsprechern des Autos von XOL DOG 400 (Christian Müller). Die Polizei sprach um 1.10 Uhr Platzverweise aus und löste die Ansammlung auf. Einige Besucher sammelten sich im besetzten Kulturzentrum Eimer in der Rosenthaler Straße. Müller benennt die Bunker-Schließung als den Anlass für die eigene Protest-Parade: „Die initiale Idee kam nach der Schliessung des Bunker Ende 1996. Auslöser war also der Verlust von Raum, in dem wir unseren Kram machen konnten.“
Am 29. März 1997 organisierte XOL DOG 400 die Gabba-Party UltraCore im Berliner Untergrundclub Eimer. Die DJs Trauma XP und Cut-X sprachen unter den Eindrücken vom 14. Dezember über die Idee einer Gegendemonstration zur Loveparade. Martin Kliehm: „Wir wurden von der Loveparade zu den ,Schmuddelkindern‘ der Techno-Szene degradiert und waren Seitens der Sponsoren nicht mehr erwünscht [...].“ Die erste Fuckparade wurde dann am 12. Juli 1997 noch unter dem Namen Hateparade parallel zur Loveparade mit sechs Wagen und etwa 1000 Teilnehmern durchgeführt. Das Logo der Hateparade war von dem der Loveparade abgeleitet und zeigte Handgranaten statt Herzen. Die Hateparade startete am Bunker und führte zum Alexanderplatz. Trauma XP war Anmelder, XOL DOG 400 half organisatorisch, Cut-X legte auf einem russischen Ural auf. Auf den Musiktrucks haben neben den Initiatoren Szenekünstler wie Christoph Fringeli (Praxis Rec.), Panacea, Problem Child (Position Chrome) und EC8OR (DHR) harten und brachialen Sound zum besten gegeben. Daneben gab es aber auch einen Wagen mit Live-Punk und einen mit House.
Da der Name Hateparade zu Missverständnissen führte, wurde 1998 die Hateparade in Fuckparade umbenannt und fand am 11. Juli 1998 mit elf Wagen und etwa 2000 Demonstranten statt. Auf Anzeige durch die Betreiber von techno.de leitete die Staatsanwaltschaft Frankfurt am Main ein Ermittlungsverfahren gegen Trauma XP ein, weil dieser mit geändertem Absender eine E-Mail mit der Ankündigung der Fuckparade an die Mailingliste der Loveparade gesandt hatte. Das Ermittlungsverfahren wegen „Fälschung technischer Aufzeichnungen“ wurde am 5. August 1999 als unbegründet eingestellt (Az. 50 Js 30293.0/98).
Zur Fuckparade am 10. Juli 1999 stieß mit WolleXDP erstmals ein ehemaliger Protagonist der Loveparade hinzu. Durch seine aktive Mitarbeit kam es zu einer offenen inhaltlichen Auseinandersetzung zwischen der Loveparade und der Fuckparade innerhalb der deutschen Technoszene. Es gab wiederum elf Wagen mit Gabba, Speedcore, Techno, House, Breakbeat, Noise, Industrial, Trance und Drum and Bass unter anderem von der Adalbert 6, Wolles Club Discount, Dr. Dr. Bartholdy, dem besetzten Kulturzentrum Eimer, Klangkrieg, Lisa Simpson’s Dream und dem Piratensender Twen FM.

### Seit 2000
Am 8. Juli 2000 fand die vorerst letzte Fuckparade mit uneingeschränktem Demonstrationsstatus statt:
Die Demonstrationsstrecke ging vom Bunker an den Mauerpark im Prenzlauer Berg. Sie führte direkt durch die Berliner Kieze, die von der Verdrängung von Subkultur durch Kahlschlagssanierung betroffen waren und wollte so das Thema anschaulich machen. Mit 28 Wagen und geschätzten 5.000 (Polizei) bis 10.000 (Veranstalter) Teilnehmern war es die größte jemals durchgeführte Fuckparade. Auch auf den großen Loveparadepartys trugen vor allem die Berliner DJs Fuckparade-Shirts. In vielen Interviews stellten aber nicht nur sie plötzlich Forderungen zum Erhalt ihrer subkulturellen Lebensräume. Die bis dato rein spaßorientierte Technowelt wurde zunehmend politisiert wahrgenommen.
Während der Veranstaltung wurde ein Video aufgenommen, das später als Internetphänomen mit der Bezeichnung „Techno Viking“ viral ging.
Die ursprünglich am 14. Juli 2001 geplante Demonstration Fuckparade wurde verboten. Das Verwaltungsgericht Berlin erkannte die Fuckparade 2001 im Eilverfahren als Demonstration an, das Oberverwaltungsgericht Berlin-Brandenburg (OVG) jedoch nicht. Das Bundesverfassungsgericht stellte im Eilverfahren fest, dass die Entscheidung des OVG nicht grob falsch war und die endgültige Klärung im regulären Hauptverfahren stattzufinden habe. (Das anhängige Hauptverfahren endete im Frühjahr 2007 mit einem Urteil des Bundesverwaltungsgerichts zugunsten der Veranstalter.) 
Daraufhin planten die Veranstalter am 14. Juli 2001 eine Demonstration „Für Demonstrationsfreiheit, für eine freie Wahl der Mittel einer Demonstration“. Der Berliner Innensenator und die ihm unterstellte Berliner Versammlungsbehörde untersagte den Organisatoren dieser Demonstration als Minusmaßnahme das Abspielen von Musik sowie das Benutzen jeglicher elektronischer Stimmverstärker außer Megafonen. Die Veranstalter riefen die Teilnehmer der Demonstration daraufhin zum Mitbringen von tragbaren Radioempfängern auf. Unterstützt wurde diese Aktion durch den öffentlich-rechtlichen Sender Radio Fritz. Dieser sendete live vom Endpunkt der Demonstration an der Berliner Volksbühne am Rosa-Luxemburg-Platz in Berlin-Mitte. Die Versammlungsbehörde ordnete daraufhin die strikte Durchsetzung ihrer Auflagen an und ließ den Stellplatz der Demonstration, eine ca. 3000 m² große Kreuzung der Berliner Innenstadt (Frankfurter Tor), durch die Polizei hermetisch absperren. Passanten und Demonstranten wurden von der Polizei einer Leibesvisitation unterzogen und Personen mit mitgeführten Radios oder Walkmans wurde der Zutritt oder die Überquerung des Platzes untersagt. Es kam zu Beschlagnahmungen solcher Geräte und zu Festnahmen. Die Polizei untersagte den Organisatoren auch, ihre Reden durch Lautsprecher zu verstärken. Lediglich die Verwendung von Megaphonen wurde gestattet. Dies führte dazu, dass die Kundgebung von den meisten Anwesenden nicht verfolgt werden konnte. Martin Kliehm (DJ Trauma XP) und WolleXDP, zwei der Redner der Kundgebung, konnte man etwas weiter entfernt nicht verstehen.
Die Fuckparade wurde 2002 nach dem Weg durch die Gerichtsinstanzen unter Auflagen (unter anderem Wagenzahl auf drei beschränkt, deutliche Lautstärkereduzierung) genehmigt. Diese Form der Demonstration hatte bei den größtenteils jugendlichen Demonstranten wenig Zuspruch. An der Demonstration am 13. Juli 2002 nahmen etwa 1500 (Polizeiangaben: 600) Menschen teil. Polizisten und andere Ordnungshüter waren mit Messgeräten zur Bestimmung der Lautstärke unterwegs. Durch die strengen Auflagen wurden dem Demonstrationszug Redebeiträge, unter anderem von DJ Tanith, Trauma XP, MCs und Politikern (Lisa Paus, Bündnis 90/Die Grünen; Stefan Liebich, PDS) vorangestellt. Die Einschränkung der Demonstrationsfreiheit wurde wie 2001 thematisiert. Die Wegstrecke führte wieder vom Bunker zum Roten Rathaus. Im September stellte die Versammlungsbehörde Strafantrag wegen „Verletzung der Auflagen“. Das Strafverfahren endete im April 2003 mit Freispruch.
Die Fuckparade 2003 wurde zunächst nicht genehmigt, fand aber nach erneuten Eilentscheiden von Verwaltungsgericht und Oberverwaltungsgericht am 5. Juli 2003 wiederum mit Redebeiträgen statt. Die Loveparade fand damals nicht mehr statt; sie war für die Fuckparade kein Thema mehr. Erstmals wurde die Fuckparade darum eine Woche vor der Loveparade mit sechs Musikwagen durchgeführt. Die Strecke verlief 2003 umgekehrt mit einer Auftaktkundgebung am Roten Rathaus und einer Abschlusskundgebung am Bunker, der „Christopher Street“ der Fuckparade. Nachdem die Polizei in der Nähe des französischen Dorfes Le Faouët in der Bretagne am 18. Juli ein Teknival gewaltsam auflöste und dabei 28 Tanzende zum Teil schwer verletzte, organisierte die Fuckparade am 1. August zusammen mit Loveparade-Gründer Dr. Motte eine Protestkundgebung vor der französischen Botschaft in Berlin und zusammen mit der Nachttanzdemo eine Demonstration zum französischen Generalkonsulat in Frankfurt am Main.
Die Fuckparade 2004 wurde von der Versammlungsbehörde genehmigt und fand am 3. Juli 2004 ohne Auflagen und Gerichtsverfahren mit elf Wagen und etwa 1000 Teilnehmern statt. Die Route wurde leicht abgeändert und führte am Palast der Republik vorbei. Die Loveparade wurde mangels Sponsoren abgesagt.
Die Fuckparade 2005 fand am 6. August statt. Dabei wurde auch vor der tschechischen Botschaft gegen die gewalttätigen Polizeiübergriffe bei Czechtek 2005 demonstriert. Die Demonstration begann 15 Uhr mit verschiedenen Redebeiträgen und bewegte sich dann ab 16.10 Uhr mit elf Transportern vom Leipziger Platz über Leipziger Straße, Friedrichstraße, Kochstraße, Oranienstraße, Adalbertstraße, Waldemarstraße, Köpenicker Straße, Engeldamm, Schillingbrücke, Holzmarktstraße und Stralauer Platz bis zur East Side Gallery an der Straße der Pariser Kommune (Ostbahnhof). Dort traf die Demonstration mit ca. 1000 Teilnehmern gegen 20 Uhr ein. Die Fuckparade organisierte am 9. September eine Demonstration von der amerikanischen zur tschechischen Botschaft. Am 24. September führte eine weitere Demonstration der Fuckparade mit Musikwagen von der amerikanischen zur tschechischen Botschaft. Am gleichen Tag fand zum dritten Mal die Fuckparade als Gegendemonstration zur Loveparade in San Francisco statt. Trauma XP reiste am 28. September als Redner zu einer CzechTek-Großkundgebung nach Prag. Eine Großdemonstration vor dem Europaparlament in Straßburg, zu der die Fuckparade neben anderen mobilisierte, wurde wegen der Unruhen in Frankreich auf den 15. April 2006 verschoben.

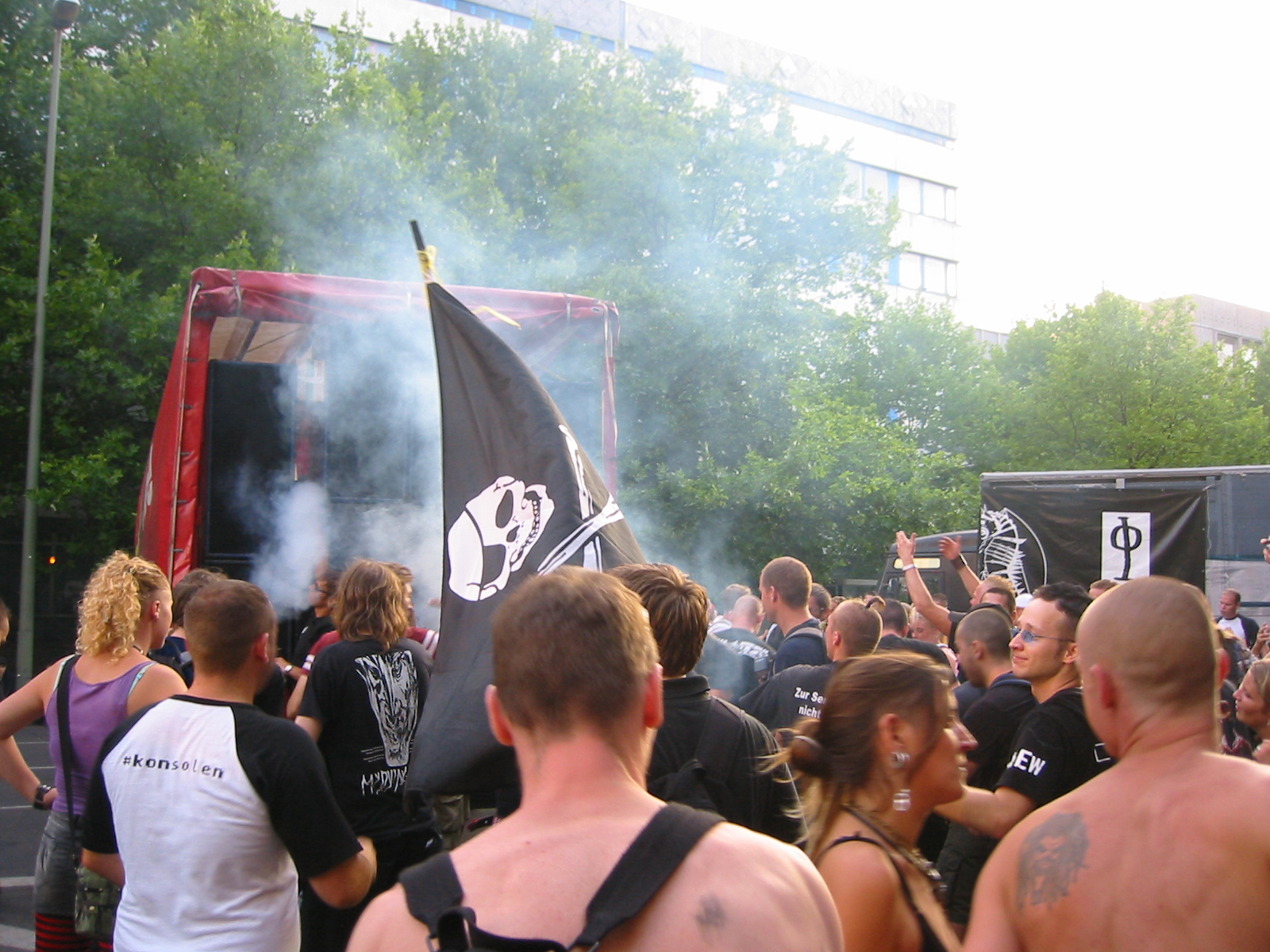
Fuckparade 2006

2006 beteiligte sich die Fuckparade an verschiedenen Veranstaltungen und Demonstrationen, um sich neben der traditionellen Thematik für eine freie Entfaltung von Subkulturen abseits vom (kommerziellen) Mainstream, auch deutlicher zu sozialkritischen Inhalten zu äußern. So mobilisierte sie u. a. zur europaweiten Großdemonstration vor dem Europaparlament in Frankreich am 15. April 2006, der Demonstration „Kein Kiez für Nazis“ in Berlin-Friedrichshain und der europaweiten sozialkritischen Großdemonstration „EuroMayDay“ (ebenfalls in Berlin). Die reguläre Fuckparade-Demonstration begann am 29. Juli um 14 Uhr am Bunker gegenüber dem Naturkundemuseum (Reinhardtstraße) und endete um 20 Uhr am Schloßplatz.
Die Fuckparade 2007 fand am 18. August statt. Themen waren unter anderem die geplanten Überwachungsgesetze, Einschränkungen von Bürgerrechten, der Abriss der Eisfabrik, Stadtumstrukturierung im Rahmen des Mediaspree-Projektes und das Vorgehen gegen Subkulturen. Laut Polizeiangaben nahmen ca. 2500 Demonstranten und 15 Fahrzeuge daran teil. Die Strecke begann, mit Blick auf die kurz zuvor gewonnene gerichtliche Auseinandersetzung (Radioverbot 2001), am Frankfurter Tor.
Die Fuckparade 2008 wurde am 9. August an der Michaelbrücke gestartet. Demonstriert wurde für den Schwarzen Kanal, die Köpi, das New Yorck und Bethanien sowie gegen „Polizeiwillkür“, „Drogenhysterie“, Gentrifizierung und Mediaspree.
Die Fuckparade 2009 zog am 22. August bei sonnigem Wetter von der Revaler Straße über Mühlenstraße, Köpenicker Straße, Oranienstraße, Moritzplatz zum Endpunkt in die Dircksenstraße (S+U-Bhf. Jannowitzbrücke). Mit 3.000–4.000 Teilnehmern hatte die Fuckparade großen Zulauf. Gegenstand der „Fuckparade 2009“ war die schleichende undiskutierte Stadtumstrukturierung in Berlin. Als Kernthema wurde 2009 die von Investoren gesteuerte Umgestaltung der Spreeufer herausgestellt.
Am 21. August 2010 startete die Fuckparade in Berlin am Leipziger Platz. Aufgrund der Ereignisse in Duisburg wurde im Anschluss an die Redebeiträge auf dem Leipziger Platz mit einer Schweigeminute den Opfern der Loveparade 2010 gedacht, zu der Dr. Motte (Matthias Roeingh, Gründer der Loveparade), Trauma XP (Martin Kliehm), XOL DOG 400 (Christian Müller) und moog_t (Thomas Rupp, alle drei Mitbegründer der Fuckparade) aufriefen. Die Route der Demonstration, die durch die Stadtmitte zur Abschlusskundgebung in die Revaler Straße beim Ostkreuz führte, war 11 km lang. Mit den 15 Musikwagen zogen etwa 4.000 bis 5.000 Menschen.
Die Fuckparade 2011 startete am 20. August beim „Bunker“ in der Reinhardtstraße Ecke Albrechtstraße. Dort fand die Auftaktkundgebung mit zahlreichen Reden zum Motto der Fuckparade 2011 statt. Das Motto lautete: „Subkultur fördern! Räumungen stoppen! Leerstand nutzen!“. Von dort zog die Fuckparade mit 19 Musikwagen und etwa 8.000 Teilnehmern bei strahlendem Sonnenschein über die Friedrichstraße, Torstraße, Rosa-Luxemburg-Straße, Memhardstraße, Alexanderplatz, Karl Marx Allee, Straußberger Platz, Lichtenberger Straße, Holzmarktstraße, Stralauer Platz, Mühlenstraße, Warschauer Brücke, Warschauer Straße, Bersarinplatz in die Petersburger Straße, wo die Abschlusskundgebung stattfand. Die Route hatte wie im Vorjahr eine Länge von 11 Kilometern.
Am 25. August 2012 lief die Fuckparade vom Mauerpark / Eberswalder Straße mit 17 Wagen über knapp 9 km via Bernauer Straße, Wolliner Straße, Anklamer Straße, Brunnenstraße, Torstraße, Oranienburger Straße, Tucholskystraße und über die Ebertbrücke quer durch die Stadtmitte. Am Checkpoint Charlie erreichte dann die Demonstration mit 9.000 bis 10.000 Teilnehmern Kreuzberg und zog via Friedrichstraße, Rudi-Dutschke-Straße, Oranienstraße und Wiener Straße zum Spreewaldplatz, wo die Abschlusskundgebung stattfand. Demonstriert wurde dieses Jahr vornehmlich gegen Gentrifizierung, die Gema-Tariferhöhungen für Musikveranstaltungen und gegen die Inhaftierung der russischen Punkband Pussy Riot.
Die Fuckparade 2013 fand am 7. September des Jahres unter dem Motto „Back 2 the Rootz“ statt. Mit vier Wagen zog die FuPa 2013 vom „Bunker“ in der Reinhardtstraße durch Berlins Mitte in Richtung Friedrichshain. Vorbei am Platz der Vereinten Nationen über die Lichtenberger Straße und den Strausberger Platz zur Karl-Marx-Allee, der in östlicher Richtung bis zur Warschauer Straße gefolgt wurde. Von der Warschauer Straße zog die Demo weiter via Revaler Straße, Modersohnbrücke, Stralauer Allee zum Platz der Abschlusskundgebung auf der Halbinsel Stralau. Das Brachgelände mit den beiden stillgelegten Gebäuden des einstigen dortigen Glaswerkes bei der Kynaststraße bot ein passendes postindustrielles Ambiente für die Abschlusskundgebung mit etwa zweitausend Leuten und vier Soundsystemen.
Die Fuckparade 2014 fand am 6. September des Jahres unter dem Motto „Wir sind die Spitze des Eisbergs“ statt.
Die Fuckparade 2015 fand am 5. September des Jahres unter dem Motto „Hören ist Stören“ statt.
Die Fuckparade 2016 fand am 15. Oktober des Jahres unter dem Motto „Musik kennt keine Grenzen! Aber wir kennen unsere!“ statt.
Die Fuckparade 2017 fand am 19. August des Jahres unter dem Motto „No Nation No Border – Still loving free party, fuck the System!“ statt.
Die Fuckparade 2018 fand am 1. September des Jahres statt.
Die Fuckparade 2019 fand am 31. August des Jahres unter dem Motto „Nazifrei und Krach dabei“ statt.
Die Fuckparade 2022 fand am 3. September des Jahres unter dem Motto „25 Jahre Stadt von unten – Gegen Verdrängung, Kommerzialisierung und sinnlosen Autobahnbau“ statt. Nach der Auftaktkundgebung am U-Bahnhof Alt-Tempelhof in unmittelbarer Nähe zur A100 zog der Demonstrationszug entlang der Germaniastraße und Oberlandstraße, dann über die Hermannstraße bis zum Hermannplatz. Anschließend über die Sonnenallee und Wildenbruchstraße, schließlich über die Karl-Kunger-Straße und Elsenstraße bis zum Endplatz. Die Puschkinallee in Höhe Parkplatz Treptower Park wurde für die Endkundgebung genutzt.
Die Fuckparade 2023 fand am 9. September des Jahres statt.

## Ähnliche Demonstrationen
Auch in anderen Städten fanden und finden Demonstrationen mit ähnlichen Zielen und in vergleichbarer Form statt, beispielsweise die „Wiener Volkstanz“-Demo. Meist im Sommer findet in Frankfurt am Main jährlich die Nachttanzdemo statt.
In der Schweiz gibt es seit 1996 die Antiparade. Diese findet in Zürich als Gegenparade zur Street Parade am selben Tag statt. 
In Österreich fand von 2001 bis 2004 jährlich die FreeRePublic statt, seit 2007 ersetzt durch die Freeparade.
2005 fand zum dritten Mal in San Francisco eine Fuckparade statt. Sie lief unter dem Motto „Fuck Corporate Parties“.
Das Konzept, politische Inhalte mittels Tanz und elektronischer Musik auf unkommerzielle Weise zu transportieren, wird auch auf verschiedenen Demonstrationen von der Hedonistischen Internationalen aufgegriffen.

## Kritik an der Fuckparade
An der Fuckparade wurde seit 2003 öffentlich Kritik geäußert. Das anarchistische Musikkollektiv freak-animals.org veröffentlichte damals ein Flugblatt mit dem Titel „Mogelpackung Fuckparade“, bei dem das Verhalten und das politische Denken einer Ordnercrew sowie einer weiteren Person aus der Organisation stark kritisiert wurden. Zudem wurde der Fuckparade vorgehalten, sie grenze sich nicht explizit gegen rechtsradikale und antisemitische Tendenzen auf der eigenen Veranstaltung ab.
Im März 2006 erschien ein Flugblatt der Arbeitsgruppe „Fred Hirschmann“. In „Coole Kids tanzen nicht mit Gabbernazis … schon gar nicht auf der Fuckparade“ wurde ebenso eine mangelnde Abgrenzung gegenüber rechtsradikalen Besuchern kritisiert: das „Gegen-Nazis“-Symbol auf dem Flyer der Fuckparade sei ein „reines Lippenbekenntnis“. Es wurde weiterhin bemängelt, die Fuckparade würde Standortpolitik betreiben und „angepasste Vorstellungen“ vertreten, indem zur Kooperation mit der Polizei aufgerufen würde.
Die Fuckparade veröffentlichte darauf eine Presseerklärung „Zu den Angriffen von ‚Fred Hirschmann‘“, in der darauf hingewiesen wurde, dass man eine öffentliche Veranstaltung sei und nicht jeden Teilnehmer überprüfen könne.
Im Dezember 2006 beschäftigte sich Christoph Fringeli im Newsletter von Praxis Records unter anderem mit der politischen Haltung der Fuckparade. Dabei kritisierte er aus historischer Sicht der Freetekno-Bewegung, dass sich die Fuckparade als Sprecher und Repräsentanten dieser Bewegung sehen würde. Insbesondere die von der Fuckparade auf deren Webseite aufgeführten Erfolge bezeichnet Fringeli als „bizarr“. Diese seien einzig Errungenschaften des Staates, die sich die Fuckparade auf das eigene Banner schreiben würde.

### Dokumentation
- Fotodokumentation der Fuckparade seit 1998